# Michaił Tichonow
Michaił Fiodorowicz Tichonow (ros. Михаил Фёдорович Тихонов, ur. 29 października?/11 listopada 1900 w Odessie, zm. 11 lutego 1971 w Moskwie) – radziecki dowódca wojskowy, generał porucznik, Bohater Związku Radzieckiego (1945).

## Życiorys
W 1914 skończył szkołę rzemieślniczą w Kimrach, pracował m.in. jako ślusarz w Piotrogrodzie, od października 1918 służył w Armii Czerwonej, w wojnie domowej walczył jako kawalerzysta i dowódca plutonu na Froncie Południowym i Południowo-Wschodnim. W sierpniu 1921 został dowódcą szwadronu, w 1925 uczestniczył w stłumieniu antykomunistycznego powstania w Czeczenii, 21 lutego 1925 został ranny w walce, w 1930 ukończył Akademię Wojskową im. Frunzego i został szefem sztabu pułku kawalerii, od kwietnia 1931 pracował w sztabie dywizji kawalerii, a od listopada 1931 w Sztabie Armii Czerwonej (późniejszym Sztabie Generalnym), gdzie był pomocnikiem szefa i szefem sektora, pomocnikiem szefa i szefem oddziału w Wydziale Operacyjnym. Od czerwca 1935 do marca 1938 komenderowany służbowo do Mongolskiej Republiki Ludowej jako instruktor kawalerii Armii Ludowo-Rewolucyjnej, w marcu 1939 został dowódcą pułku kawalerii, od stycznia do marca 1940 brał udział w wojnie z Finlandią, od maja 1941 dowodził 7 Brygadą Powietrznodesantową Zachodniego Specjalnego Okręgu Wojskowego. Po ataku Niemiec na ZSRR walczył na Froncie Zachodnim w składzie 4 Korpusu Powietrznodesantowego, 4 lipca 1941 został ciężko ranny nad Berezyną, po wyleczeniu we wrześniu 1941 został dowódcą formowanego 2 Korpusu Powietrznodesantowego, który w maju 1942 został przeformowany w 32 Dywizję Piechoty, włączoną w skład 47 Armii Frontu Zakaukaskiego w celu obrony czarnomorskiego wybrzeża Kaukazu. Od 9 marca do 2 kwietnia 1943 dowodził 11 Gwardyjskim Korpusem Piechoty 9 Armii Frontu Północno-Kaukaskiego nacierającego na Półwysep Tamański, w lipcu i w październiku 1943 został ranny w walkach, od stycznia do sierpnia 1944 dowodził 108 Korpusem Piechoty 42 Armii Frontu Leningradzkiego, uczestniczył w wyzwoleniu Ropszy, Krasnogwardiejska, Gdowa i Kojwisto, w zajęciu miasta Uuras (obecnie Wysock) i w szturmie na Wyborg. W sierpniu 1944 został dowódcą formowanego w Kalininie (Twerze) 39 Gwardyjskiego Korpusu Powietrznodesantowego, przeformowanego w styczniu 1945 w 39 Gwardyjski Korpus Piechoty i włączonego w skład 9 Armii Gwardii, która w lutym 1945 została włączona do 2 Frontu Ukraińskiego, następnie 3 Frontu Ukraińskiego. Uczestniczył w operacji wiedeńskiej, w tym w szturmie na Wiedeń. Po wojnie nadal dowodził korpusem, w październiku 1945 został pomocnikiem szefa Akademii Wojskowej im. Frunzego, 1949-1950 był I zastępcą szefa, a 1950–1952 zastępcą szefa tej akademii ds. pracy naukowej i edukacyjnej, w 1948 został kandydatem nauk wojskowych, a w 1949 docentem. Od września 1953 do marca 1957 był głównym doradcą wojskowym Węgierskiej Armii Ludowej i attaché wojskowym przy Ambasadzie ZSRR na Węgrzech, od marca 1957 do października 1962 szefem katedry Akademii Wojskowo-Inżynieryjnej im. Kujbyszewa, następnie zakończył służbę wojskową. Został pochowany na Cmentarzu Nowodziewiczym.

## Awanse
- major (1935)
- pułkownik (13 stycznia 1939)
- generał major (17 listopada 1942)
- generał porucznik (22 lutego 1944)

## Odznaczenia
- Złota Gwiazda Bohatera Związku Radzieckiego (29 czerwca 1945)
- Order Lenina (trzykrotnie - 22 czerwca 1944, 21 lutego 1945 i 29 czerwca 1945)
- Order Czerwonego Sztandaru (czterokrotnie - 13 grudnia 1942, 30 stycznia 1943, 3 listopada 1944 i 20 czerwca 1949)
- Order Kutuzowa I klasy (28 kwietnia 1945)
- Order Suworowa II klasy (21 lutego 1944)
- Order Wojny Ojczyźnianej I klasy (25 października 1943)
- Order Czerwonej Gwiazdy (dwukrotnie - 22 lutego 1941 i 28 października 1967)
- Medal „Za obronę Leningradu”
- Medal „Za obronę Kaukazu”
- Medal „Za zdobycie Wiednia”
- Order Czerwonego Sztandaru (Mongolia)
- Order Gwiazdy Polarnej
- Legia Zasługi (USA, 1945)
- Order Zasługi Węgierskiej Republiki Ludowej I klasy (10 marca 1955)
- Order Zasługi Węgierskiej Republiki Ludowej III klasy (4 kwietnia 1955)

I inne.